# Linor Abargil
Linor Abargil (n. 17 februarie 1980, Netania, Israel) este un fotomodel din Israel, care a fost aleasă în 1998 Miss World în Seychelles.
La câteva săptămâni după câștigarea titlului, Abargil a fost violată. După aceasta s-a angajat în lupta contra delictelor sexuale. A avut un proiect comun cu Cecilia Peck, fiica lui Gregory Peck, ele producând un film pe această temă..
Între anii 2006 - 2008 a fost căsătorită cu jucătorul de baschet lituanian Šarūnas Jasikevičius.